# Mautey, baró de Dittmer
Mautey, baró de Dittmer fou un compositor alemany de principis del segle xix.
Estudià amb Peter Winter i fou mestre de capella del duc de Meclemburg-Strelitz.
La seva millor òpera és la titulada Ludwig de Baviera, deixant, a més, diverses peces per a piano i algunes composicions religioses que es distingeixen per la puresa del seu estil i caràcter pietós.